# Powszechny Kongres Ludowy
Powszechny Kongres Ludowy (arab. مؤتمر الشعب العام الليبي) − jednoizbowy parlament Libii w okresie rządów Muammara Kaddafiego, liczący ok. 2700 członków wybieranych pośrednio poprzez komitety ludowe. 
Zgodnie z proklamowaną w 1977 roku konstytucją pełnia władzy ustawodawczej należała do 178 lokalnych zgromadzeń i komitetów ludowych, które uchwalone przez siebie projekty ustaw przedstawiały na forum Powszechnego Kongresu Ludowego, który nadawał im formę prawną. 
PKL powoływał liczący 5 członków Sekretariat Generalny, na czele którego stał sekretarz generalny, sprawujący oficjalnie funkcję głowy państwa oraz 22-osobowy rząd - Generalny Komitet Ludowy.